# Омон Ра
«Омо́н Ра» — первый роман Виктора Пелевина, написанный в 1991 году. Представляет собой полупародию на воспитательные романы советской эпохи и по жанру близок к триллеру. Характерно внимание к деталям, которые в финале складываются в одну картину.
Название содержит аллюзию на древнеегипетского бога солнца Амона-Ра, который, согласно мифу, от заката до восхода борется под землёй с силами тьмы.

## Содержание
Сюжет строится на подготовке советских космонавтов к полёту на Луну. Один из них — главный герой книги Омон Кривомазов (Ра — позывной по имени древнеегипетского бога, который использовал главный герой).
Книга посвящена «Героям советского космоса» — но не широко чествуемым официальным космонавтам, а никому не известным рядовым засекреченного «советского космоса».
Роман повествует также о самом полёте и «разоблачении» космонавтики.
Гротескность повествования подчёркнута с первых страниц явным анахронизмом: роман написан в 1991 г., советское участие в лунной эпопее относится ко второй половине 1960-х — началу 1970-х гг., аббревиатура же «ОМОН» (отряд милиции особого назначения), по которой дал имя главному герою отец-милиционер, появилась в конце 1988 г.
В сюжете фигурирует лётное училище имени Маресьева в Зарайске, где курсантам после поступления ампутируют ноги во имя Родины, а затем обучают танцевать калинку (поскольку самолётов нет). Руководитель училища говорит, что подарить Родине ноги может каждый, дело нехитрое, «а ты попробуй жизнь отдать!». Вскользь в книге также упоминается пехотное училище имени Александра Матросова, выпускные экзамены в котором сопровождаются пулеметными очередями, и Высшее военно-политическое училище имени Павла Корчагина, выпускники которого были парализованными и слепыми инвалидами.
По непосредственной теме книги высмеиваются с гиперболическим акцентом «скрытые тайны советской космонавтики». В частности, выясняется, что космонавты-смертники тайно помещаются в крайне стеснённые отсеки первых ступеней ракет-носителей «Протон» вместо блока автоматического управления, чтобы вручную отделять ступени в ходе разгона, и в «Луноход» для его ручного вождения по Луне, а советская космонавтика, пилотируемая и беспилотная, к тому же ещё и имитируется — все «полёты» происходят где-то под землёй в Москве.
Идея книги находит пересечения с некоторыми отечественными и зарубежными кинематографическими произведениями о разоблачениях инсценируемой в полётах («Козерог один») или под землёй («Большое космическое путешествие») и скрывающей неудачи («Первые на Луне», «Аполлон 18») космонавтики, а также с конспирологической теорией «лунного заговора».

## Награды
В 1993 году роман Виктора Пелевина «Омон Ра» был удостоен двух литературных премий — «Интерпресскон» и «Бронзовая улитка». Обе премии были присуждены в категории «Средняя форма».

## Издания
Повесть была впервые опубликована (в журнальном варианте) в журнале «Знамя» в 1992 году. Отрывок из повести под названием «Луноход» был опубликован в 1991 году в журнале «Знание — сила» и в первом авторском сборнике «Синий фонарь».
- 1992 — Виктор Пелевин. Омон Ра // Омон Ра. — М.: Текст, 1992. — С. 7—152. — 228 с. — (Новая волна русской фантастики). — 20 000 экз. — ISBN 5-87106-022-6.

- 1996 — Виктор Пелевин. Омон Ра // Бубен Нижнего Мира. — Терра-Книжный клуб, 1996. — С. 5—110. — 368 с. — (Большая библиотека приключений и научной фантастики). — ISBN 5-300-00508-8, 5-300-00509-6.

- 1996 — Victor Pelevin. Omon Ra. — Farrar Straus Giroux, 1996. — 153 с. — ISBN 0374225923, 978-0374225926.

- 1998 — Victor Pelevin. Omon Ra. — New Directions Publishing Corporation, 1998. — 153 с. — ISBN 0811213641, 978-0811213646.

- 1999 — Виктор Пелевин. Омон Ра // Жизнь насекомых. — Вагриус, 1999. — С. 21—152. — 351 с. — (Современная проза). — 10 000 экз. — ISBN 5-7027-0739-7 (1997 — 5-7027-0491-6).

- 1999 — Виктор Пелевин. Омон Ра // Виктор Пелевин. Собрание сочинений в 3-х томах. Том 2. Омон Ра. Жизнь насекомых. Затворник и Шестипалый. Принц Госплана. — Вагриус, 1999. — Т. 2. — С. 5—122. — 400 с. — 20 000 экз. — ISBN 5-264-00005-0, 5-264-00003-4.

- 2000 — Виктор Пелевин. Омон Ра // Омон Ра. — Вагриус, 2000. — С. 7—162. — 272 с. — 15 000 экз. — ISBN 5-264-00433-1.

- 2000 — Виктор Пелевин. Омон Ра // Омон Ра. Желтая стрела. — Вагриус, 2000. — С. 7—164. — 240 с. — 5000 экз. — ISBN 5-9560-0086-4.

- 2001 — Виктор Пелевин. Омон Ра. — Вагриус, 2001. — 176 с. — 10 000 экз. — ISBN 5-264-00812-4.

- 2003 — Виктор Пелевин. Омон Ра // Виктор Пелевин. Сочинения в 2 томах. Том 2. Омон Ра. Generation «П». Желтая стрела. — Вагриус, 2003. — С. 5—120. — 430 с. — 5000 экз. — ISBN 5-9560-0039-2.

- 2003 — Виктор Пелевин. Омон Ра // Омон Ра. Желтая стрела. — Вагриус, 2003. — С. 5—162. — 240 с. — (Поколение XYZ). — 5000 экз. — ISBN 5-9560-0087-2.

- 2003 — Виктор Пелевин. Омон Ра // Омон Ра. Желтая стрела. — Вагриус, 2003. — С. 9—220. — 320 с. — 5000 экз. — ISBN 5-9560-0079-1.

- 2003 — Виктор Пелевин. Омон Ра // Песни царства «Я». — Вагриус, 2003. — С. 479—590. — 896 с. — 20 000 экз. — ISBN 5-9560-0180-1.

- 2004 — Виктор Пелевин. Омон Ра // Омон Ра. Желтая стрела. — Вагриус, АСТ, 2004. — С. 5—220. — 320 с. — (Классическая и современная проза). — 15 000 экз. — ISBN 5-9560-0080-5.

- 2004 — Виктор Пелевин. Омон Ра // Чапаев и Пустота. Омон Ра. — Вагриус, 2004. — С. 333—446. — 448 с. — 5000 экз. — ISBN 5-9560-0098-8.

- 2006 — Виктор Пелевин. Омон Ра (аудиокнига MP3). — Аудиокнига, 2006. — (Современная проза).

- 2007 — Виктор Пелевин. Омон Ра. — Эксмо, 2007. — 192 с. — (Книги Виктора Пелевина). — 8000 экз. — ISBN 978-5-699-22131-8.

- 2007 — Виктор Пелевин. Омон Ра. — Эксмо, 2007. — 192 с. — 10 100 экз. — ISBN 978-5-699-06891-3, 5-699-06891-0.

- 2009 — Виктор Пелевин. Омон Ра // Виктор Пелевин. — Эксмо, 2009. — С. 277—386. — 616 с. — (Антология Сатиры и Юмора России XX века). — 10 000 экз. — ISBN 978-5-699-32096-7, 978-5-04-003950-6.

## В культуре
Постановки
- 2022 — МХТ им. Чехова (малая сцена), режиссёр — Михаил Рахлин

## Критика
Как отмечает рекомендовавшая данный роман Анастасия Эдель: «Пелевин — мастер абсурда, умеющий заземлить читателя в великолепно переданных повседневных деталях, что делает чтение напряженным, тревожным».